# طالب غالي
طالب غالي (1937 -) هو مغني وملحن عراقي.

## حياته ونشأته
طالب غالي الضاحي من مواليد البصرة منطقة مناوي باشا عام 1937، فنان متعدد المواهب فهو شاعر وملحن، بدأ مشواره منذ الطفولة بكتابة الشعر، خريج دار المعلمين الابتدائية في البصرة عام 1959.
حيث يعتبر واحد من الملحنين العراقيين البارزين لما قدمه من الحان رائعه علقت في ذاكرة العراقيين في فترة السبعينات والثمانينات من القرن الماضي.
دخل المدرسة الابتدائية في المناوي باشا ثم استمر بدراسته في متوسطة العشار وشاءت الصدف أن فتحت دار المعلمين الابتدائية في البصرة بنفس العام الذي أنهى به دراسته، ولضيق الحالة المادية لعائلته واختصارا للوقت دخل الدار ليتخرج منها بعد ذلك ويساعد في إعالة إخوانه.
وفي دار المعلمين أخذت حياته منحى آخر واتجه إلى الأدب والشعر، حيث وجد في معلم اللغة العربية الأستاذ رزوق فرج رزوق التشجيع، فنشر أول قصيدة في نشرة الدار وهي نشره دورية تصدر عنها.

## مسيرته
إلتقى في بداياته بالشاعر محمد سعيد الصكار حيث أصبحا أصدقاء والذي شجعه على الاستمرار في كتابة الشعر، وفي عام 1974 صدر له ديوان شعر بعنوان «حكاية لطائر النورس» عن وزارة الثقافة والاعلام، كما له العديد من القصائد التي لم تطبع.
تعلم العزف على آلة العود على يد الفنان ياسين الراوي عام 1958، أثناء دراسته في دار المعلمين حيث تلقى دروسا في الموسيقى وقتها، وتعلق بالعود وبدأ العزف عليه والغناء، بعدها تأثر بالفنان حميد البصري الذي كان له الأثر الكبير عليه، حيث تعلم منه المقامات وتفرعاتها.
انضم إلى فرقة اتحاد الطلبة العام في الجمهورية العراقية كعازف ومطرب في العام 1961
كان عضواً في الفرقة البصرية التي تشكلت عام 1964، وقد كتب ولحن للفرقة العديد من الأغاني، والتي وقدمت على مسارح البصرة في وقتها.
أشترك في برنامج وجوه جديدة الخاص بالمواهب الغنائية عام 1968 في بغداد وقدم أغنية «العيون النرجسية».
بسبب انتماى ه السياسي ضمن الحزب الشيوعي العراقي وبعد الهجمة الشرسة للنظام الحاكم في العراق على الاحزاب التقدمية والمعارضة لسياساته عام 1979، قرر طالب غالي الرحيل عن مدينته البصرة التي احبها كثيراً وتوجه إلى الكويت لقربها منها، وبدأ من هناك مشوار مفعم بالإبداع والألحان الجميلة، بعد تعاون جمعه بالفنان فؤاد سالم، واستمرت الرحلة هذه لغاية 1985 حيث لحن حوالي خمساً وعشرين أغنية للفنان فؤاد سالم، أهم ما قدمناه سوية في تلك الفترة رائعة بدر شاكر السياب غريب على الخليج وكذلك قصيدة محمد مهدي الجواهري دجلة الخير.
لحن طالب غالي العديد من الأغاني السياسية التي تغنت بحب الوطن والتي كانت تمثل حقبه مهمة من تأريخ العراق السياسي المعارض لنظام صدام حسين، ترك طالب غالي العراق وعاش في بلدان المهجر ليستقر حالياً في الدنمارك.

## أهم الفنانين الذين لحن لهم
- فؤاد سالم
- رياض أحمد
- سعدون جابر
- سيتا هاكوبيان

## رحلته مع المسرح الغنائي والأوبريتات
أنبثقت فكرة تقديم الأوبريت الغنائي عن طريق لقاء جمع الفنانين والأدباء في البصرة لمناقشة تقديم عمل موسيقي كبير يتخطى الأغنية الفردية وقد حضر هذا اللقاء محمد سعيد الصكار، ياسين النصير، حميد البصري، قصي البصري وعلي العضب حيث قدم أوبريت بيادر خير، حيث يعتبر هذا الأوبريت اللبنة الأولى المهمة والمؤثرة في تاريخ المسرح الغنائي العراقي وعلامة من علاماته المميزة.
قام بعدها بتلحين أوبريت المطرقة الذي قدم في 1/5/1970 بمناسبة عيد العمال العالمي في بغداد – قاعة الخلد، حيث كتب كلمات الأوبريت الشاعر الكبير علي العضب.

## أهم أعماله الفنية

### أعماله في مجال المسرح الغنائي والأوبريتات
| إسم الأوبريت                                | مؤلف الأغاني | المؤدي        | مخرج الأوبريت    | السنة |
| أوبريت المطرقة                              | علي العضب    | مجموعة فنانين | اخراج قصي البصري | 1970  |
| المسرحية الغنائية العروسة بهية              | علي العضب    | مجموعة فنانين | اخراج قصي البصري | 1971  |
| اغنية يا ارض ربنا خضره لمسرحية ليالي الحصاد |              | رياض أحمد     | قصي البصري       | 1973  |
| اغنية لمسرحية المفتاح                       |              |               | لطيف صالح        | 1973  |
| بعض المقاطع الموسيقية لمسرحية مؤسسة الجنون  | محمود درويش  |               |                  | 1973  |

### أهم الأغاني التي لحنها
| الأغنية                                               | أداء          | كلمات              |
| عمي يا بو مركب                                        | فؤاد سالم     | كريم العراقي       |
| أم راشد                                               | فؤاد سالم     | طاهر سلمان         |
| غريب على الخليج                                       | فؤاد سالم     | بدر شاكر السياب    |
| دجلة الخير                                            | فؤاد سالم     | محمد مهدي الجواهري |
| هلا يا بلام                                           | فؤاد سالم     |                    |
| هلي                                                   | فؤاد سالم     |                    |
| عاد الربيع                                            | سيتا هاكوبيان | الملحن نفسه        |
| هللّه هللّه يا سمه                                      | سعدون جابر    |                    |
| طاح الندى ياكصيبة                                     | مائدة نزهت    |                    |
| ياشبيبة توحدي أغنية لاتحاد الشبيبة الديمقراطي العراقي |               |                    |
| كليليكاوا                                             |               | علي العضب          |
| صندوقنا العالي                                        |               | علي العضب          |
| إجاك الواوي                                           |               | علي العضب          |